# كيندال مارشال
كيندال مارشال (بالإنجليزية: Kendall Marshall) مواليد 19 أغسطس 1991 في دومسفريس، هو لاعب كرة سلة محترف أمريكي بدأ مسيرته الاحترافية في سنة 2012 حيث تم اختياره من قبل فريق فينيكس صنز خلال الدرافت، يلعب مع فريق فيلادلفيا سفنتي سيكسرز في الرابطة الوطنية لكرة السلة كلاعب هجوم خلفي ويحمل الرقم 5. يبلغ طوله 6 قدم 4 بوصة (1.9 م).

## فرق لعب لها
- فينيكس صنز
- لوس أنجلوس ليكرز
- ميلووكي باكز
- فيلادلفيا سفنتي سيكسرز

## إحصائيات المسيرة

### الموسم الاعتيادي
| السنة   | الفريق                 | لعب | بدأ | دقيقة | ميداني% | ثلاثية | حرة  | ارتداد | صنع | استلاب | تصدي | نقطة |
| ------- | ---------------------- | --- | --- | ----- | ------- | ------ | ---- | ------ | --- | ------ | ---- | ---- |
| 2012–13 | فينيكس صنز             | 48  | 3   | 14.6  | .371    | .315   | .571 | .9     | 3.0 | .5     | .1   | 3.0  |
| 2013–14 | لوس أنجلوس ليكرز       | 54  | 45  | 29.0  | .406    | .399   | .528 | 2.9    | 8.8 | .9     | .1   | 8.0  |
| 2014–15 | ميلووكي باكز           | 28  | 3   | 14.9  | .455    | .391   | .889 | 1.0    | 3.1 | .8     | .0   | 4.2  |
| 2015–16 | فيلادلفيا سفنتي سيكسرز | 30  | 6   | 13.3  | .364    | .327   | .692 | .9     | 2.4 | .5     | .1   | 3.7  |
| المسيرة |                        | 160 | 57  | 19.3  | .399    | .370   | .611 | 1.6    | 4.9 | .7     | .1   | 5.0  |

## روابط خارجية
- كيندال مارشال على موقع الاتحاد الدولي لكرة السلة (الإنجليزية)
- كيندال مارشال على موقع إن بي أي (الإنجليزية)
- كيندال مارشال على موقع سبورتس رفرنس (الإنجليزية)
- كيندال مارشال على موقع كرة السلة الأوروبية.كوم (الإنجليزية)
- كيندال مارشال على موقع إي إس بي إن.كوم (الإنجليزية)
- كيندال مارشال على موقع كلية كرة السلة في سبورتس رفرنس.كوم (الإنجليزية)
- كيندال مارشال على موقع ريلجم (الإنجليزية)
- كيندال مارشال على موقع بروبوليرز (الإنجليزية)
- كيندال مارشال على موقع سبورتس رفرنس (الإنجليزية)